# Crash (novela de 1973)
Crash es una novela del autor inglés J. G. Ballard, publicada por primera vez en 1973 con portada diseñada por Bill Botten. Sigue a un grupo de fetichistas de accidentes automovilísticos que se excitan sexualmente escenificando y participando en accidentes de auto, inspirados en accidentes famosos de celebridades.
La novela tuvo una acogida desigual por parte de la crítica, que en muchos casos se mostró horrorizada por su contenido provocativo. En 1996, David Cronenberg la adaptó al cine en la polémica película del mismo nombre.

## Sinopsis
La historia se cuenta a través de los ojos del narrador James Ballard, llamado así por el propio autor, pero se centra en la siniestra figura del Dr. Robert Vaughan, un antiguo científico de la televisión convertido en "ángel de las pesadillas de las autopistas". James conoce a Vaughan tras resultar herido en un accidente de tráfico cerca del aeropuerto de Londres. Alrededor de Vaughan se reúne un grupo de alienados, todos ellos antiguas víctimas de accidentes de tráfico, que le siguen en su afán por recrear los accidentes de celebridades de Hollywood como Jayne Mansfield y James Dean, con el fin de experimentar lo que el narrador denomina "una nueva sexualidad, nacida de una tecnología perversa". La mayor fantasía de Vaughan es morir en una colisión directa con la estrella de cine Elizabeth Taylor.

## Recepción de la crítica
La novela recibió críticas contradictorias cuando se publicó por primera vez. Un lector editorial emitió el veredicto: "Este autor está más allá de la ayuda psiquiátrica. No la publiquen". Una crítica de 1973 en The New York Times se mostró igualmente horrorizada: "Crash es, sin lugar a dudas, el libro más repulsivo que me he encontrado".

Sin embargo, opiniones más recientes consideran que Crash es una de las mejores y más arriesgadas obras de Ballard. Zadie Smith escribió en The Guardian:
"Crash es un libro existencial sobre cómo todo el mundo lo usa todo. De cómo todo usa a todo el mundo. Y, sin embargo, no es una visión desesperanzada".
Sobre el legado de Ballard, Smith escribe:
"En la obra de Ballard siempre existe esta mezcla de temor futurista y emoción, un lugar ideal donde convergen la distopía y la utopía. Porque no podemos decir que no hemos conseguido precisamente lo que soñábamos, lo que siempre habíamos deseado tanto".
En Papers of J.G. Ballard de la Biblioteca Británica se incluyen dos borradores revisados de Crash (Add MS 88938/3/8). Extractos escaneados de los borradores de Ballard se incluyen en Crash: The Collector's Edition, editado por Chris Beckett.

## Interpretación
"En Crash he utilizado el automóvil no sólo como imagen sexual, sino como metáfora total de la vida del hombre en la sociedad actual. Como tal, la novela tiene un papel político aparte de su contenido sexual, pero aún así me gustaría pensar que Crash es la primera novela pornográfica basada en la tecnología. En cierto sentido, la pornografía es la forma más política de ficción, ya que trata de cómo nos utilizamos y explotamos unos a otros de la forma más urgente y despiadada. Sobra decir que la finalidad fundamental de Crash es la advertencia, un aviso de alerta frente a ese reino brutal, erótico y excesivamente iluminado que nos atrae cada vez más persuasivamente desde los márgenes del paisaje tecnológico." 

—J. Ballard, Crash
Crash ha sido difícil de definir como novela. En algunos momentos de su carrera, Ballard afirmó que Crash era un "cuento con moraleja", opinión de la que más tarde se arrepentiría, afirmando que en realidad es "un himno psicopático. Pero es un himno psicopático que tiene su razón de ser". Asimismo, Ballard la definió anteriormente como una novela de ciencia ficción, postura la que se retractaría más tarde.
Jean Baudrillard escribió un análisis de Crash en Simulacres et Simulation en el que la declaró "la primera gran novela del universo de la simulación". Destaca cómo el fetiche del relato confunde la funcionalidad de los automóviles con la del cuerpo humano y cómo las heridas de los personajes y los daños de los vehículos se utilizan como signos equivalentes. Para él, la hiperfuncionalidad conduce a la disfunción en la historia. Se utilizaron numerosas citas para ilustrar que el lenguaje de la novela emplea términos sencillos y mecánicos para referirse a las piezas del automóvil y un lenguaje propio y médico para referirse a los órganos y actos sexuales humanos. Se interpreta que la historia muestra una fusión entre la tecnología, la sexualidad y la muerte, cosa que sostuvo señalando que el personaje de Vaughan toma y guarda fotos de los accidentes de automóvil y de los cuerpos mutilados implicados. Baudrillard afirmó que no hay ningún juicio moral sobre los acontecimientos de la novela, sino que el propio Ballard pretendía que fuera una advertencia contra una tendencia cultural.
La historia puede clasificarse como distópica.